# Эль-Удайд
Эль-Удайд (устар. перед. Хаур-эль-Удайд; араб. خور العديد‎) — залив (бухта) на юге Персидского залива, располагается между муниципалитетом Эль-Вакра (до 2004 года — Джариян-эль-Батна) на юго-востоке Катара и восточной провинцией Саудовской Аравии — Эш-Шаркия. Узким глубоким каналом длиной около 10 км связан с бухтой Хор-эль-Одайд. Является частью объекта всемирного наследия ЮНЕСКО.
В прошлом, небольшой городок расположенный на берегах бухты, служил убежищем для пиратов и стал причиной давнего конфликта между шейхом Джассимом бин Мухаммадом аль-Тани (основателем современного Катара) и шейхом Зайедом ибн Халифой аль-Нахайяном (эмиром Абу-Даби). Позднее, по соглашению в Джидде (1974), ОАЭ предоставили Саудовской Аравии коридор в 25 км к востоку от Хор-аль-Адаид, что дало Саудовской Аравии выход в Персидский залив на восточной стороне Катара, однако в дальнейшем это стало источником спора между странами, который разрешился в ноябре 2021 года.
Исследование, проведённое в 2010 году Управлением статистики Катара (ныне Министерство планирования развития и статистики Катара), показало, что средняя глубина залива составляет 4 метра, а средний водородный показатель pH имеет значение 7,93. Солёность воды составляет 57,09 ПЕС, средняя температура — 26,13 °C, а количество растворённого кислорода 6,02 мг/л.
Имеется множество островов. К юго-западному и северному берегам прилегают солончаки.